# 索非亞河
15°25′48″S 47°10′48″E / 15.43000°S 47.18000°E
索非亞河，是馬達加斯加的河流，位於該國西北部，河道全長328公里，流域面積28,295平方公里，最終注入印度洋。